# Gemeentebelangen Twenterand
GemeenteBelangen Twenterand (GBT) is een lokale onafhankelijke politieke partij in de gemeente Twenterand. Opgericht in juni 2005 door Warner Roozeboom, Albert Engels en André Idzinga. 
GBT was de eerste van drie lokale partijen die aangaven mee te willen doen aan de gemeenteraadsverkiezingen in Twenterand van 7 maart 2006, naast Lokaal Liberaal Twenterand (fusie VVD en GemeenschapsPartij) en Hart voor Twenterand. Bij deze eerste verkiezingen kreeg GBT 1803 stemmen (11,13%), wat twee raadszetels opleverde. De verkiezingsslogan was "Het kan anders, het moet anders".

## Reden van oprichting
Albert Engels, oud-wethouder en eveneens voormalig PvdA-lid, alsmede André Idzinga vormden met oud-PvdA raadslid Warner Roozeboom het oprichtingsbestuur. De belangstelling voor oprichting komt vooral voort uit ontevredenheid over het ons-kent-ons gedrag en het bestaande beleid van het gemeentebestuur. Met name het begraafplaatsenbeleid, het ontbreken van overleg en het niet vroegtijdig betrekken van inwoners bij plannenmakerij zijn volgens raadslid Engels de belangrijkste punten van kritiek. Tevens moet de onveilige N36 onder de aandacht gebracht worden, zowel regionaal, provinciaal als landelijk.
Na de oprichting op woensdag 15 juni 2005 volgde de eerste openbare ledenvergadering op 10 januari 2006. Tijdens deze vergadering werden voor 60 belangstellenden de eerste lijsttrekkers gekozen: Warner Roozeboom en Albert Engels. Daarna kon de verkiezingscampagne beginnen met een eerste Speerpuntenprogramma. 
Op 6 februari 2008 werd bekend dat de gemeenteraad, na maanden overleg tussen verschillende politieke partijen, eensgezind is over het te voeren begraafplaatsenbeleid. Er worden geen graven geruimd in Bruinehaar en Westerhaar en er komt geen tariefsverhoging. Terwijl in het jaar ervoor de hele gemeenteraad, behalve GBT en de SGP, nog van plan was om graven te ruimen. Ook aan een andere GemeenteBelangen-wens wordt voldaan: er wordt gestart met de procedure rond de uitbreiding van een begraafplaats in Westerhaar-Vriezenveensewijk.

## Gemeenteraadsverkiezingen

### 2006
Gemeentebelangen Twenterand werd op 7 maart 2006 uiteindelijk de vierde partij in de gemeenteraad. Warner Roozeboom en Albert Engels konden naast elkaar plaatsnemen in de gemeenteraad. Opvallend was overigens dat Engels meer stemmen kreeg (621) dan Roozeboom (577), die als lijsttrekker bovenaan de kandidatenlijst stond.
Voor de gemeenteraadsverkiezingen van 3 maart 2010 is in november 2009 bekend geworden dat Roozeboom in conflict is gekomen met het partijbestuur. Hierop besloot hij per 11 november 2009 verder te gaan als onafhankelijke 'Lijst Roozeboom'. Via Tubantia voorspelt Roozeboom zo ongeveer het einde van GBT: "Dit gaat de partij veel stemmen kosten". Tijdens de Algemene ledenvergadering van 14 december 2009 werd met 39 stemmen voor en 10 stemmen tegen de heer Roozeboom geroyeerd. Omdat Roozeboom vond dat hij in zijn eer en goede naam was aangetast door het bestuur van GBT en deed hij aangifte tegen de secretaris van dat moment. De rechtbank in Leeuwarden sprak de secretaris van het toenmalig bestuur echter vrij.

### 2010
Roozenbooms' voorspelling kwam overigens niet uit. Integendeel: GBT behaalde, met lijsttrekker Albert Engels, 4.402 stemmen (29,74%) en kon met 7 zetels zitting nemen in de gemeenteraad. CDA, tot dan toe immer de grootste partij, had ook 7 zetels (-2 ten opzichte van 2006), maar had 335 stemmen minder. De felle en consequente actie die GBT voerde tegen de komst van diverse megastallen gaf de doorslag. Voor het eerst was "Rechttoe Rechtaan!" GBT de grootste partij van de gemeente. Dus konden de coalitieonderhandelingen gestart worden. Eerste keus van informateur Jan Op de Weegh was GBT - CU - PvdA. Maar CU wilde niet en had, na later bleek, een deal gemaakt met CDA om elkaars hand, ongeacht de uitslag, vast te houden. De nieuwe informateur Jan Hendrikx kwam daarop met de (tweede) keus: GBT - CDA. Aanvankelijk wilden de christendemocraten niet, want liever met CU, maar toen fractievoorzitter Couzijn Bos aan de dijk werd gezet wilde men met de nieuwe fractievoorzitter Jan Kuilder wel. Het werd een moeizame samenwerking, vooral omdat CDA in de eigen partij veel (machts)problemen had en in het college haar koninkrijkjes binnen het grondbeleid en de landbouwportefeuille in stand wilde houden. GBT wilde juist andere politiek. Het was tot dan toe te veel ons-kent-ons. Uiteindelijk trok het CDA in mei 2012 de stekker uit de coalitie met als reden dat er geen goede communicatie was met de lokale partij. Intussen, naar later bleek, was CDA al bezig een zakencoalitie te vormen met alle partijen,... behalve GBT. Die werd uitgesloten. Doel: een kopje kleiner maken.
Op 26 april 2013 maakte Engels bekend na 19 maart 2014 niet als fractievoorzitter door te gaan, evenmin als lijsttrekker. Wel stelt hij zich kandidaat voor nog een periode als raadslid. Mark Paters wordt de nieuwe lijsttrekker.

### 2014
Op 19 maart 2014 bleef GBT de nummer 1 na de gemeenteraadsverkiezingen en behield haar 7 zetels. De verkiezingsslogan was "Elke kern telt". De iets lagere opkomst liet zich mondjesmaat terug zien in het aantal stemmen: 4.370. Dat waren er 32 minder dan in 2010. Omdat het CDA "christelijke politiek" wilde voeren met als fractieleider Henk Kerkdijk voorop, ging men een coalitie aan met CU en SGP. Al snel kreeg men van de oppositie de geuzennaam "de 3 C's" en dat vond men niet zo fijn. De goed samenwerkende oppositie die GBT voerde met PvdA, VVD en D66 speelde de coalitiepartijen parten. De periode 2014-2018 kan terugkijkend omschreven worden als rumoerig. Er was altijd wat loos, met slepende dossiers (grondbeleid, zwembad, begraafplaatsen, kostendekkendheid sport, bezuinigingen op stichtings- en verenigingsleven, verkeersknelpunten etc.) en een financieel sterk verslechterde situatie. Tweemaal kwam de gemeente Twenterand onder toezicht van de provincie te staan.

### 2018
Er werd gesnakt naar de volgende gemeenteraadsverkiezingen, die plaatsvond op 21 maart 2018. Net als in 2010 leverde de uitslag een politieke aardverschuiving op. GBT behaalde met dezelfde verkiezingsslogan als in 2014 en een verkiezingsprogramma met heldere actiepunten, 44% van alle stemmen. Goed voor 12 raadszetels, een absolute meerderheid. CDA en PVV gaven van tevoren aan niet in een coalitie plaats te nemen. Bleven de eenpitters PvdA/GroenLinks, VVD en SGP en de driemansfractie CU over. Met laatstgenoemde werd een coalitie gevormd. In juni 2018 werd het coalitieakkoord van GBT en CU gepresenteerd in de gemeenteraad onder de titel 'Kernachtig & Veranderend Twenterand 2018-2022'. Voor het eerst in Twenterand en Nederland verscheen er van een coalitieakkoord een versie voor laaggeletterden.
Omdat Paters wethouder werd, evenals Koster en Harmsen, moest de partij op zoek naar een nieuwe fractievoorzitter. Die werd gevonden in de persoon van Marcus Elzinga. 

### 2022
De gemeenteraadsverkiezingen vonden plaats aan het einde van de dik 2 jaar durende coronapandemie. Vanwege besmettingsgevaar (1,5 meter afstand en geen handen schudden) was het geen campagne als voorgaande keren. Inwoners bereiken moest vooral via de digitale weg en daarbij werd gebruik gemaakt van de sociale mediakanalen Facebook en Twitter (nu: X). De opkomst bij de verkiezingen, voor een lokale partij als GBT erg belangrijk, was minder dan voorgaande jaren (-6%). De urgentie leek ook te ontbreken bij de inwoners "want het ging toch goed?". In de media waren namelijk artikelen verschenen, waarin de bereikte resultaten (rapportcijfer 8,3) van 4 jaar coalitie GBT en CU werden belicht. Veel is bereikt, waarvan door voorgangers steeds werd beweerd dat het onmogelijk was. Ondanks dat werd 37,2% van de stemmen gehaald, betekent 10 raadszetels, 2 minder dan tijdens de vorige verkiezingen. 
Informateur Henk Robben adviseerde om het college en de coalitie voort te zetten, ondanks dat er irritaties waren in het laatste deel van de coalitieperiode bij met name GBT, omdat afspraken door de coalitiepartner - richting de verkiezingen - niet meer werden nagekomen.
Er kwam een nieuwe wethouder in de persoon van Aimée van der Ham, die vanuit Drenthe in Vriezenveen ging wonen. Van der Ham is daar raadslid geweest van een lokale partij. CU verving wethouder Martha van Abbema voor Arjan Hof uit Enschede, die daar bleef wonen. Marcus Elzinga werd wederom gekozen tot fractievoorzitter.
Na een kleine 3 jaar keert Van der Ham terug naar het Drentse vanwege een functie als directeur van BON-Holding (Brandweeropleidingen Noord).

### Wethouders
- André Idzinga, 2010-2012
- Bart-Jan Harmsen, 2018-2022
- Aimée van der Ham, 2022-april 2025
- Roel Koster, 2010-2012, 2018-heden
- Mark Paters, 2018-heden

### Raadsleden
- Albert Engels, 2006-heden, waarvan 2009-2014 als fractievoorzitter
- Marcus Elzinga, 2010-2018 en 2018-heden als fractievoorzitter
- Wilco Dekker, 2010-2014 en 2018-heden
- Rik Pape, 2014-heden
- Gerrit Laarman, 2018-heden
- Gerrald Albersen, 2018-heden
- Frank Stolte, 2018-2022 en november 2022-heden -> opvolger van Savannah Makkinga
- José Bosch-Höfte, 2022-heden
- Jan Bosch, 2022-heden
- Tom Vollering, november 2023-heden

### Oud-raadsleden
- Warner Roozeboom, 2006-2009 als fractievoorzitter
- Heleen Heine, 2010-2012
- Mark Paters, 2010-2018, waarvan 2014-2018 als fractievoorzitter
- Roel Koster, 2010, 2013 en 2018
- Dini Beulakker-Mulder, 2010-2022
- Bart-Jan Harmsen, 2010-2018 en 2022-november 2023
- Sandra Abbink, 2014-2018
- Jeannette Jager-Lubbelinkhof, 2018-2022
- Niek Sloot, 2018-2022
- Alex van Veen, 2018-2022
- Savannah Makkinga, 2018-november 2022
- Mike Wendels, oktober 2019-februari 2020 -> tijdelijk vervanger van Frank Stolte

### Fractievertegenwoordigers
- Roel Koster, 2006-2010

## Bestuur

### Bestuursleden
- Bennie Alferink, 2018-heden, voorzitter
- Rita Koster, 2018-heden, penningmeester
- Leon Aalderink, 2021-heden, algemeen bestuurslid
- Jeanette Jager-Lubbelinkhof, 2013-2017 en 2018-heden, algemeen bestuurslid

### Oud-bestuursleden
- Albert Engels, 2005-2006, voorzitter
- André Idzinga, 2005-2010, secretaris en 2013-2019, secretaris
- Rita Drenth-Engels, 2005-2011, algemeen bestuurslid †
- Guus van der Sloot, 2005-2010, algemeen bestuurslid
- Huub Höfte, 2006-2013, voorzitter
- Bonne Niks, 2009-2011, algemeen bestuurslid
- Theo Beulakker, 2009-2013, algemeen bestuurslid
- Roel Koster, 2013-2017, voorzitter
- Marieke Ardesch, 2013-2017, penningmeester
- Jeanette Jager-Lubbelinkhof, 2013-2017, algemeen bestuurslid
- Wilco Dekker, 2013-2017, algemeen bestuurslid
- Soraya Bloemendal, 2018-2021, algemeen bestuurslid
- Theo Engels, 2018-2022, voorzitter
- José Bosch, 2019-2022, algemeen bestuurslid
- Tom Vollering, 2018-2023, secretaris